# Kriminella gitarrer
Kriminella gitarrer var ett punkband från Klippan i Skåne.
Den första upplagan av gruppen varade från september 1977 till juli 1978 och bestod av Stry Terrarie, sång, Mats P, gitarr, Affe, bas och Sticky Bomb, trummor. Med denna sättning spelades bandet två första singlar samt låten Anarki in. På de flesta av inspelningarna lade Stry på gitarr i efterhand. Vid ett tillfälle, på Hitlers barn, spelade Stry bas. Mats P sjöng som regel unisont med i refrängerna och Sticky gjorde vid det andra inspelningstillfället pålägg av maracas och kastanjetter. Denna upplaga av gruppen spelade inför publik vid sex tillfällen: i Klippan, Ängelholm, Malmö och Göteborg.
Den andra upplagan av Kriminella gitarrer spelade tillsammans från augusti 1978 till december 1979. Sättningen var Mats P, sång och gitarr, Olle Bop, gitarr, Affe, bas och Sticky Bomb, trummor. Olle och Sticky sjöng också på en del låtar. I januari 1979 spelade man in Knugen skuk, Stig Bomb och Doktor, hjälp! Förutom att Sticky även här i efterhand lade på rytminstrument spelade Pål Spektrum saxofon på Stig Bomb. Sticky sjöng förstås på Stig Bomb och Olle på Doktor, hjälp! (Doktor, hjälp! hamnade som ett solonummer för Olle Bop på LP:n Svensk Pop.) Gitarrsolot på Stig Bomb spelades av Christer Lundahl, dåvarande basist i Torsson. 
Tidigt på sommaren 1979 spelade man in Svetsad, Nitad, Hotad och Öka samt 36 patroner, Öppna ögon, Kriminella gitarrer och en ny version av Stig Bomb. Av dessa färdigställdes endast 36 patroner, Svetsad och Öppna ögon. Den andra upplagan av Kriminella Gitarrer spelade inför publik vid nio tillfällen; i Malmö, Svalöv, Lund och Göteborg på våren 1979 och i Munka Ljungby, Karlstad, Örebro och Stockholm på hösten samma år. 
Många av medlemmarna fortsatte senare i Dolkenihåsan, samt i Lasakungen. Hösten 2004 gavs samlingen Förbjudna ljud 1977-1979 ut på det gamla bolaget KLOAAK.

## Diskografi
Singlar
- Vårdad klädsel / Förbjudna ljud (1978)
- Silvias unge / Hitlers barn (1978)
- 36 patroner / Svetsad (1979)

Samlingsalbum
- Complete Studio Recordings + Demos (1999)
- Förbjudna ljud 1977 - 1979 (2003)

Bootlegs
- Källarbandet (nittiotal)
- Kriminella gitarrer (1999)

Kriminella gitarrer medverkade även på samlings-LP:n Svensk Pop (1979), med låtarna "Knugen skuk" och "Stig Bomb".

## Medlemmar
- Stry Terrarie (Anders Sjöholm) - sång, gitarr
- Mats P (Mats Pettersson) - gitarr
- Affe (Alf Olofsson) - bas
- Sticky Bomb (Per-Åke Holmberg) - trummor, slagverk
- Olle Bop (Olle Drejare) - gitarr, sång